# جون هاجر
جون هاجر (بالإنجليزية: John Hager)‏ هو طبيب أسنان أمريكي، ولد في 29 يونيو 1858 في تير هوت في الولايات المتحدة، وتوفي في 14 يونيو 1932.